# Fader Damien
Fader Damien (nederländska: Pater Damiaan), egentligen Joseph de Veuster, född 3 januari 1840 i Tremelo i Vlaams-Brabant, död 15 april 1889 i Kalaupapa på Molokai, var en belgisk katolsk missionär. Han vigde sitt liv åt att hjälpa de leprasjuka på ön Molokai.
Damien var först vanlig missionär på Sandwichöarna (Hawaii). Han övergick 1873 till det arbete som gjorde hans namn ryktbart, nämligen verksamheten inom spetälskekolonin på Molokai dit regeringen tvångsförflyttade ögruppens spetälska. Med stor självuppoffring arbetade han här, tills att han själv insjuknade och avled i sjukdomen.
Fader Damien saligförklarades av påven Johannes Paulus II år 1995. Vatikanen meddelade den 21 februari 2009 att Fader Damien kommer att helgonförklaras. Han helgonförklarades av påve Benedictus XVI i oktober samma år.
Fader Damien ligger begraven i en gravkrypta under Leuvens stadskyrka. I staden finns även Damiaancentrum, ett katolskt kulturcenter uppkallat efter Fader Damien.
Asteroiden 4226 Damiaan är uppkallad efter honom.

## Källhänvisningar
1. 1 2 3 4 5  ODIS, ODIS-ID: PS_16795, läst: 26 augusti 2022.[källa från Wikidata]
2. 1 2  Encyclopædia Britannica, Encyclopædia Britannica Online-ID: biography/Saint-Damien-of-Molokaitopic/Britannica-Online, läst: 9 oktober 2017.[källa från Wikidata]
3. 1 2  Find a Grave, Find A Grave-ID: 10963, läs online, läst: 9 oktober 2017.[källa från Wikidata]
4. ↑  ODIS, ODIS-ID: PS_16795.[källa från Wikidata]
5. ↑  GCatholic.org, GCatholic person-ID: 67266.[källa från Wikidata]
6. 1 2  Archief Guido Gezelle.[källa från Wikidata]
7. ↑  Svensk uppslagsbok, Malmö 1931
8. ↑  ”‘Apostle of the Lepers,’ Spanish mystic among 10 to be canonized” Arkiverad 17 februari 2009 hämtat från the Wayback Machine. — Catholic News Agency
9. ↑  Pope Proclaims Five New Saints
10. ↑  "Damiaancentrum, Crypte Sint-Damiaan en Sint-Antoniuskapel". Arkiverad 8 augusti 2014 hämtat från the Wayback Machine. Toerismevlaamsbrabant.be. Läst 30 juli 2014. (nederländska)
11. ↑  ”Minor Planet Center 4226 Damiaan” (på engelska). Minor Planet Center. https://www.minorplanetcenter.net/db_search/show_object?object_id=4226. Läst 17 september 2023.